# Roxby (Yorkshire du Nord)
Roxby est un village et une paroisse civile du Yorkshire du Nord, en Angleterre.